# Wyższe Seminarium Duchowne w Rzeszowie
Wyższe Seminarium Duchowne w Rzeszowie – niepubliczna uczelnia wyższa, erygowana 8 kwietnia 1993 dekretem ówczesnego ordynariusza rzeszowskiego, bpa Kazimierza Górnego, afiliowana przez Uniwersytet Papieski Jana Pawła II w Krakowie. 
Przełożeni seminarium
- Rektor: ks. dr hab. Adam Kubiś, prof. KUL
- Prefekt: ks. dr Mateusz Rachwalski
- Prefekt etapu propedeutycznego: ks. dr Krzysztof Golas
- Ojcowie duchowni: ks. mgr Andrzej Szpaczyński, ks. mgr Nikodem Rybczyk
- Dyrektor administracyjny: ks. mgr Bogusław Babiarz

Wykładowcy (lista niepełna)
- prof. dr hab. Kazimierz Ożóg
- ks. prof. dr hab. Wiesław Przyczyna
- ks. dr hab. Piotr Steczkowski, prof. UR[2]